# Neville Garrick
Neville Garrick [nèvil gérik], jamajško-ameriški grafik, fotograf, filmski delavec in pisatelj, * 28. julij 1950, † 14. november 2023.
Garrick je najbolj znan po umetniškem delu za več glasbenih albumov Roberta Neste »Boba« Marleyja in morda še najbolj za oblikovanje njegovega zadnjega albuma Uprising iz leta 1980. Med drugim je delal tudi z Winstonom Rodneyjem.
Študiral je grafično oblikovanje na Univerzi Kalifornije v Los Angelesu (UCLA) pri Angeli Davis. Po študiju je najprej delal kot umetniški vodja pri Daily News. Z Bobom Marleyjem se je spoznal leta 1973 in potem postal njegov umetniški vodja in svetlobni mojster.